# Jean-Pierre de Chambrier d'Oleyres
Jean-Pierre de Chambrier baron d’Oleyres (Neuchâtel, 27 oktober 1753 – aldaar, 30 december 1822) was een diplomaat uit en in het vorstendom Neuchâtel, een Zwitsers vorstendom onder Pruisisch bestuur.

## Levensloop

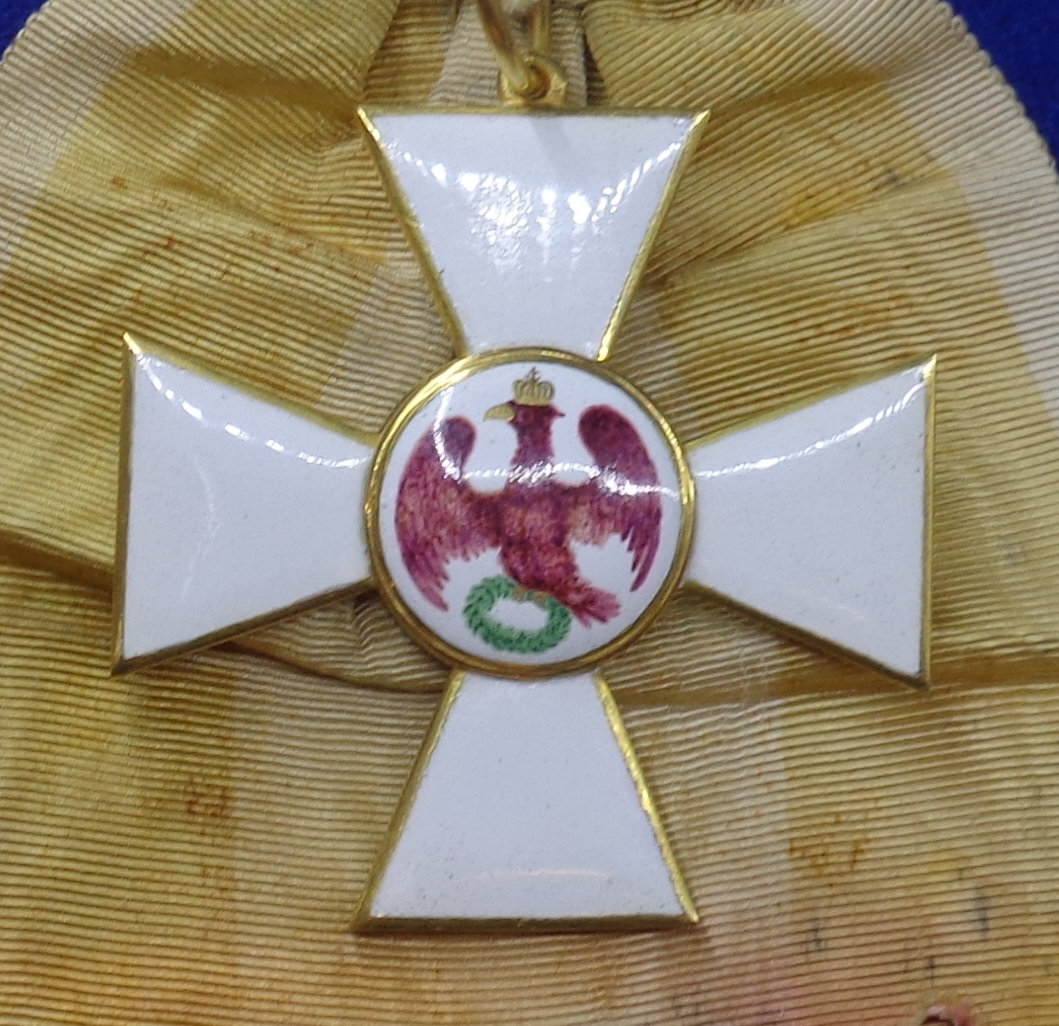
Grootkruis in de Orde van de Rode Adelaar

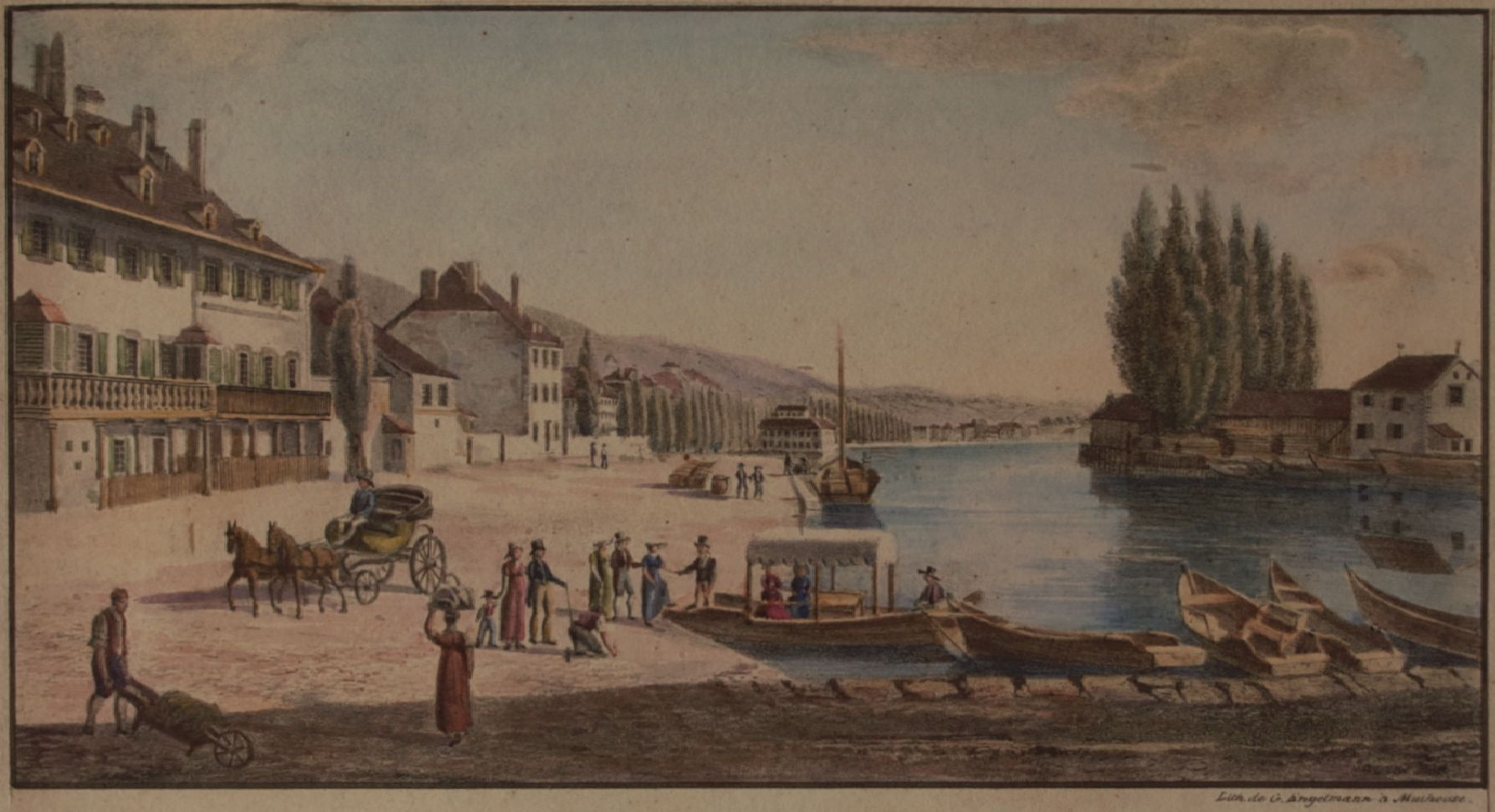
Neuchâtel, 19e eeuw

Chambrier was een zoon van Charles-Louis Chambrier en Madeleine Brun uit Neuchâtel. Chambriers vader was een militair in dienst van de Republiek der Verenigde Provincien. Van zijn grootvader aan moederskant ontving hij de adellijke titel d’Oleyres.
Van 1780 tot 1805 was Chambrier 25 jaar lang diplomaat voor het koninkrijk Pruisen in Turijn. Zijn diplomatieke rang was gevolmachtigd minister. In 1780 verleende koning Frederik II hem de titel van hofkamenier en in 1782 deze van baron. In 1799 werd hij vereerd met het grootkruis in de Orde van de Rode Adelaar.
Na zijn post in Turijn was Chambrier gevolmachtigd minister van Pruisen bij de Zwitserse Confederatie in de periode 1805-1814. In het begin onderhandelde hij de overgave van het vorstendom Neuchâtel aan maarschalk Oudinot, gezant van keizer Napoleon Bonaparte. In 1814 daarentegen onderhandelde hij met succes over de teruggave van Neuchâtel aan Pruisen. Neuchâtel had het bijzonder statuut van zowel vorstendom als 21e kanton van de Zwitserland.
Van 1814 tot 1822 was Chambrier gouverneur van het vorstendom Neuchâtel alsook luitenant-generaal van de koning van Pruisen in Neuchâtel. Hij is de enige inwoner uit Neuchâtel die gouverneur ervan is geweest.
In Neuchâtel was Chambrier lid van de Société du Jardin vanaf 1769. Hij werd toegelaten tot de Academie van Wetenschappen in Turijn (1774) en in Berlijn (1792). Hij was auteur van enkele geschiedkundige en politieke essays. In 1791 was Chambrier een van de stichters van de Société d’émulation patriotique, waarvan hij voorzitter was van 1815 tot 1822, in zijn periode als gouverneur van Neuchâtel.